# セントラル・エア・データ・コンピュータ

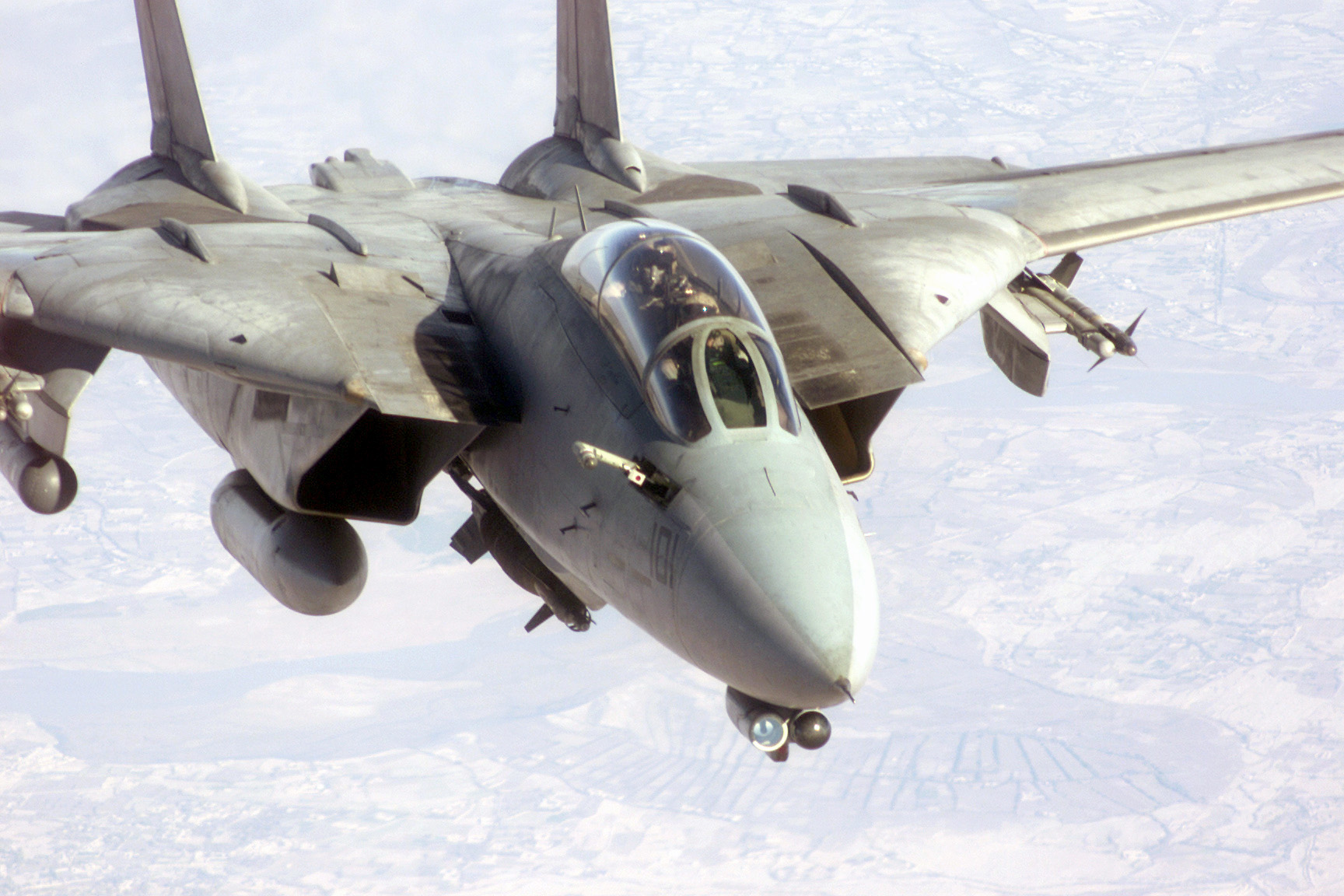
MP944はF-14戦闘機の主翼の後退角と飛行制御のために使用された。

セントラル・エア・データ・コンピュータ (Central Air Data Computer) は、アメリカ海軍の初期のF-14戦闘機で使用されたエア・データ・コンピュータである。特筆すべきは専用設計のMOS型半導体で構成される大規模集積回路のマイクロプロセッサであるMP944を使用した事である
。
CADCはSteve Gellerと Ray Holtが主導するギャレット・エアリサーチ社のチームと創業間もないアメリカン・セミコンダクターズの協力によって設計、製造された。設計作業は1968年に開始され、1970年6月に完了し、同様の目的でF-14用に設計された複数の電気機械システムが不要になった。
CADCはAD変換機と複数の水晶圧力センサーとMOS型のマイクロプロセッサで構成されていた。システムへの入力には飛行制御、複数のスイッチ、静圧、動圧(失速点と航空機の速度を計算するため)と温度が含まれていた。出力は飛行制御と主翼の後退角、F-14の前縁「グローブ」とフラップの制御だった。
MP944はCADCのマイクロプロセッサのために使用される6個の集積回路から構成され、全て2の補数方式の20ビット固定小数点数を基本にしていた。
これらは並列乗算ユニット(PMU)、並列除算ユニット(PDU)、ランダムアクセスストレージ(RAS)、リードオンリーメモリー(ROM）、専用論理機能(SLF)とステアリングロジックユニット(SLU)から構成された。完全なマイクロプロセッサシステムは1個のPMU、1個のPDU、1個のSLF、3個のRAS、3個のSLU、19個のROMを使用した。
Holtは1971年にCADCに関するComputer Design誌の記事を執筆したが、海軍の機密指定が解除されたのは1998年になってからだった。この理由によりCADC と MP944は歴史的に重要であるにもかかわらず正当な評価を受けなかった。
1970年代当時、大半のプロセッサは8ビット以下のアーキテクチャだった。1971年、Intel 4004はわずか4ビットで最大740 kHz; 1972年のIntel 8008は最大500 kHz で8-bit ワードだった。そのため、初期のマイクロプロセッサは1970年の F-14 トムキャットの375 kHz とワードサイズ 20-bit のMP944よりも大幅に遅かった。